# Attilio Gelli
Attilio Gelli (Venezia, 22 agosto 1928) è un ex calciatore italiano, di ruolo terzino.

## Carriera
Cresce nelle giovanili del Venezia. Nel 1950 viene acquistato dal L.R. Vicenza, con la cui maglia esordisce in Serie B in Fanfulla-Vicenza (2-1) del 17 settembre 1950. Nella prima stagione colleziona 34 partite, venendo riconfermato anche per l'anno successivo. Totalizza 60 presenze con il Vicenza fino alla stagione 1952-1953, prima di essere ceduto al Piombino, sempre in Serie B, categoria in cui gioca altre 30 gare.
Nel 1955 passa al Prato. Nella stagione 1956-1957 ha giocato in Serie C con la società toscana, dove è rimasto anche l'anno seguente, nel quale ha disputato 31 partite, contribuendo alla promozione in Serie B della sua squadra, con la quale ha collezionato complessivamente 85 presenze senza reti.

## Palmarès

### Club

#### Competizioni nazionali
- Serie C: 1

Prato: 1956-1957